# ТЕС Грутвлей
ТЕС Грутвлей — теплова електростанція на північному сході Південно-Африканської Республіки, розташована за 60 км на південний схід від Йоганнесбурга в провінції Мпумаланга (варто відзначити, що саме у цій адміністративній одиниці зосереджена абсолютна більшість електростанцій країни, призначених для роботи у базовому режимі).
Введення шести блоків конденсаційної ТЕС, обладнаних паровими турбінами потужністю по 200 МВт, припало на період між 1969 та 1977 роками. Як і інші електростанції провінції Мпумаланга вона розраховувалась на використання наявних тут великих ресурсів вугілля.
Видалення продуктів згоряння відбувається за допомогою двох димарів, а для охолодження існують п'ять градирень. Втім, особливістю станції стали експерименти з системами сухого охолодження, так, на блоці 5 встановлена пряма, а на блоці 6 непряма система такого типу. Згодом саме у ПАР ця технологія найбільше поширилася (ТЕС Матімба, Кендал, Majuba, а також споруджена південноафриканцями в Намібії ТЕС Van Eck).
Паливна ефективність станції становить 32,9 %.
У 1989—1990 роках на тлі перевиробництва електроенергії ТЕС була законсервована. Подальше зростання попиту призвело до повернення станції в експлуатацію у 2007—2010 роках.